# Irene Yorck von Wartenburg

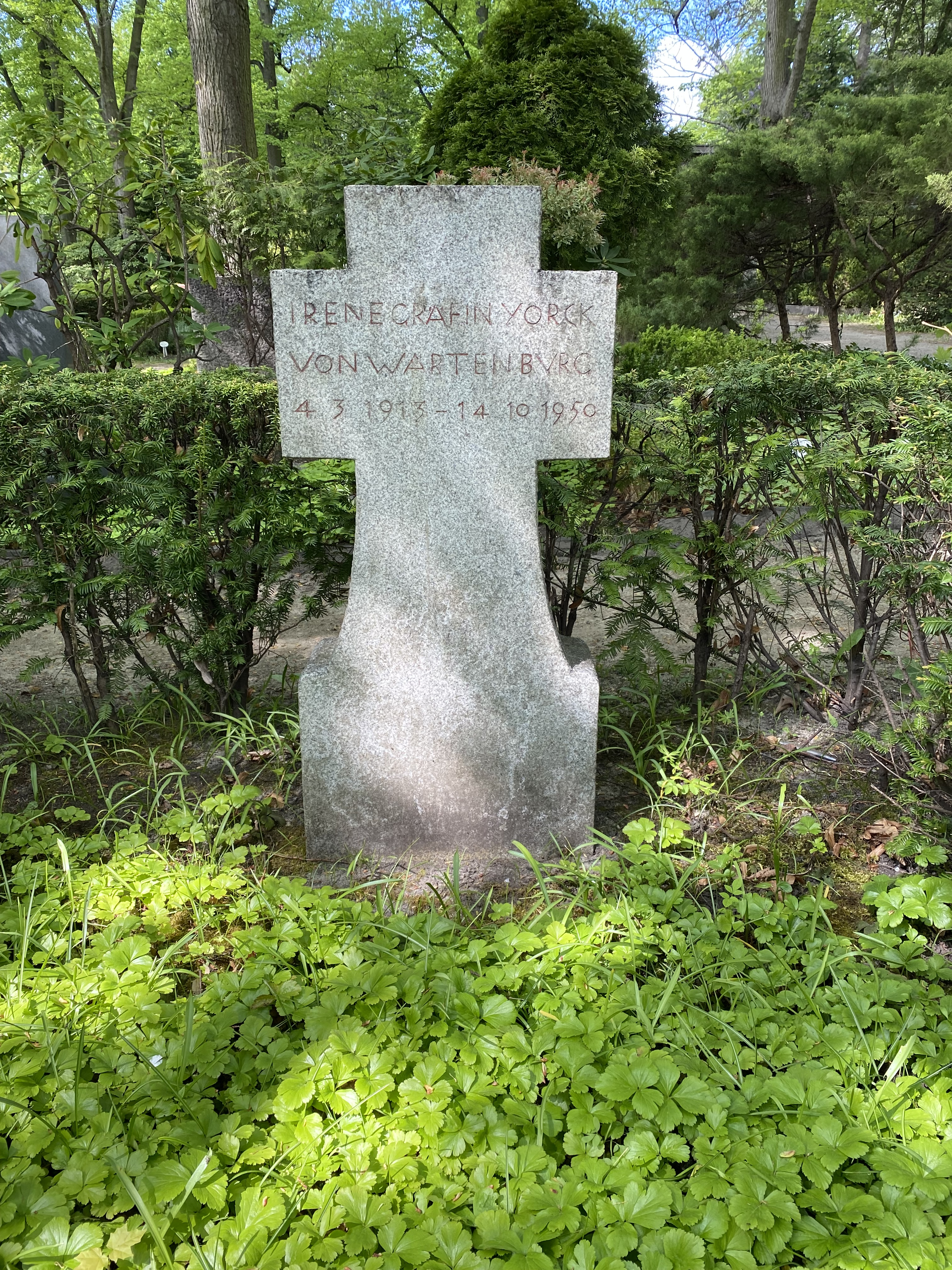
Grabstätte

Irene Gräfin Yorck von Wartenburg (* 4. März 1913 auf Gut Klein-Öls, Landkreis Ohlau, Niederschlesien; † 14. Oktober 1950 in Berlin), im Familien- und Freundeskreis „Muto“ genannt, war Ärztin und Mitglied des Kreisauer Kreises.

## Leben
Sie war die Tochter des Gutsbesitzers Heinrich Graf Yorck von Wartenburg, königlich preußischer Landrat, erbliches Mitglied des Preußischen Herrenhauses und Fideikommissherr auf Klein-Öls, und der Sophie Freiin von Berlichingen. Ihr Ururgroßvater war der Generalfeldmarschall Ludwig Graf Yorck von Wartenburg.
Zu ihren neun Geschwistern gehört der aufgrund seiner Beteiligung an der Vorbereitung des Attentats vom 20. Juli 1944 hingerichtete Peter Graf Yorck von Wartenburg. Gemeinsam mit ihrem Bruder Peter und dessen Ehefrau Marion wurde sie im Kreisauer Kreis im Widerstand gegen das nationalsozialistische Regime aktiv.
Irene Gräfin Yorck von Wartenburg blieb unverheiratet. Sie starb Mitte Oktober 1950 im Alter von nur 37 Jahren in Berlin und wurde auf dem dortigen Friedhof Dahlem beigesetzt.
Hans-Adolf von Moltke und Friedrich Carl Siemens waren ihre Schwäger.